# Erik Lind (lingvist)
Erik Henrik Lind, född 14 augusti 1849, död 16 augusti 1931 i Uppsala, var en svensk språkforskare och bibliograf.
Lind blev filosofie hedersdoktor i Uppsala 1900 och 2:e bibliotekarie vid Uppsala universitetsbibliotek 1910. Han utgav bland annat verken Norsk-isländska dopnamn och fingerade namn från medeltiden (1905–1915, supplement 1931) och Om rim och verslemningar i de svenska landskapslagarna (1881). Erik Lind är begravd på Uppsala gamla kyrkogård.